# Фредерик Аберлајн
Фредерик Џорџ Аберлајн (енгл. Frederick George Abberline; IPA: ; 8. јануар 1843. - 10. децембар 1929) је био британски полицијски, а касније и приватни детектив. Најпознатији је по томе што је 1888, као главни инспектор лондонске Метрополитанске полиције, био један од главних истражитеља убистава која се приписују Џеку Трбосеку.